# C'erano una volta I Cavalieri del Re
C'erano una volta I Cavalieri del Re è una raccolta realizzata dal gruppo musicale I Cavalieri del Re nel 2005.

## Tracce
1. C'erano una volta i Cavalieri del Re
2. Verdi praterie
3. Il piccolo vichingo
4. Bye bye Frankestein
5. Piccolo Banner
6. Robot X Bomber
7. Chappy lo stregone
8. Le avventure di Tom e Huck
9. Cucciolo Nero
10. Nella verde valle
11. Sugar il boxer
12. Manichini metropolitani
13. La fanciulla di Siena
14. Dolce Sandybelle
15. Tornare al vecchio West
16. Sweet Mademoiselle
17. Digimon spiriti virtuali
18. Se Natale verrà
19. Caro Fratello
20. Evviva il Re! (Ghost track)